# Muusika (wieś)
Muusika – wieś w Estonii, w prowincji Harju, w gminie Kernu.